# Augustus Owsley Stanley III
Owsley Stanley (geboren als Augustus Owsley Stanley III) (19 januari 1935 – 13 maart 2011) was de eerste die in de jaren 60 op een zeer grote schaal lsd van een hoge kwaliteit produceerde.
In de jaren 50 vervulde Owsley (of 'Bear' zoals hij ook genoemd werd) zijn militaire dienstplicht bij de luchtmacht. Toen hij in 1963 de universiteit van Berkeley betrad begon ook zijn interesse voor het gebruiken van drugs. Owsley vertrok naar Los Angeles en snel verbreedde zijn interesse zich naar het produceren van verdovende middelen. Schattingen lopen uiteen van 100.000 tot 10 miljoen ‘trips' die Owsley aan individuele klanten zou hebben verkocht. De zanger van The Doors, Jim Morrison, was een van zijn klanten.
In het midden van de jaren 60 leerde hij Ken Kesey en zijn Merry Pranksters kennen. Een alternatieve groep mensen die zich onder meer bezighield met de zogenaamde Acid Tests. Owsley leverde de lsd. Via hen leerde hij de Grateful Dead kennen, en werd – naast hun financier – hun geluidsman. Talrijke live concerten van The Grateful Dead werden door hem opgenomen.
In 1967 liep Owsley tegen de lamp toen bij een politie-inval in zijn laboratorium een enorme hoeveelheid lsd werd gevonden. Owlseys verweer dat het hier ging om lsd voor eigen gebruik mocht niet baten; hij werd tot drie jaar gevangenisstraf veroordeeld. In datzelfde jaar veranderde hij zijn naam in "Owsley Stanley".
Na zijn vrijlating was Owsley opnieuw actief voor The Grateful Dead. Hij was het die de ‘Wall of Sound' ontwikkelde voor de groep en introduceerde daarmee het gebruik van versterkers bij liveoptredens in de popmuziek.
Later woonde Owsley Stanley in Queensland (Australië) waar hij zich bezighield met het vervaardigen van juwelen. Hij overleed in maart 2011 na een verkeersongeval op 76-jarige leeftijd.